# Hennady Zoubko
Hennady Zoubko est un homme politique ukrainien. Né le 27 septembre 1967 à Mykolaïv.

## Biographie
Ingénieur en automatisme de l'Institut polytechnique de Kiev en 1991 et en 2007 diplômé de l'Université nationale Académie Mohyla de Kiev.
Élu en 2012 à la septième Rada, il fut vice premier ministre du Gouvernement Iatseniouk II puis du Gouvernement Hroïsman,.

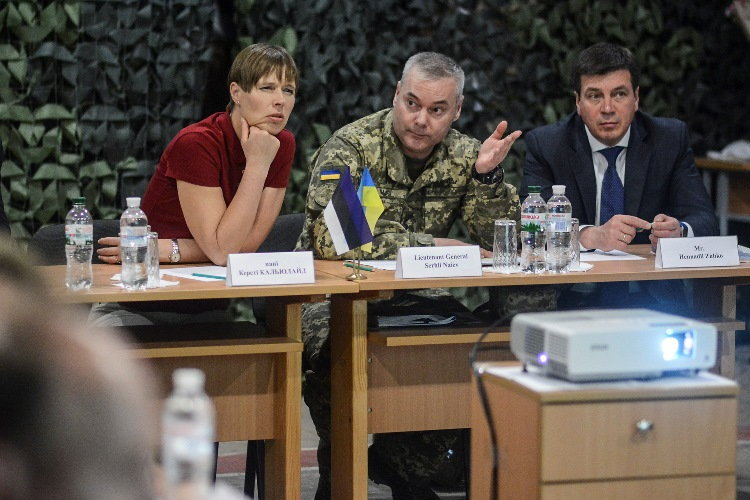
Hennady avec le général Naev et la présidente d'Estonie Kersti Kaljulaid en 2018 à Donetsk.